# Плависмани
Плависмани (груз. ფლავისმანი) — село в Грузии, на территории Горийского муниципалитета края (мхаре) Шида-Картли.

## География
Село находится в центральной части Грузии, на берегах Тирифонского канала, на расстоянии приблизительно 16 километров (по прямой) к северу от города Гори, административного центра муниципалитета. Абсолютная высота — 817 метров над уровнем моря.

## Население
По результатам официальной переписи населения 2014 года в Плависмани проживало 1423 человек (717 мужчин и 706 женщин). В национальной структуре населения грузины составляли 99,8 %.
| Год  | Население, человек |
| ---- | ------------------ |
| 2002 | 1604               |
| 2014 | ↘ 1423             |